# (7214) Anticlos
(7214) Anticlos, désignation internationale (7214) Anticlus, est un astéroïde troyen jovien.

## Description
(7214) Anticlos est un astéroïde troyen jovien, camp grec, c'est-à-dire situé au point de Lagrange L4 du système Soleil-Jupiter. Il présente une orbite caractérisée par un demi-grand axe de 5,173 UA, une excentricité de 0,034 et une inclinaison de 13,5° par rapport à l'écliptique.
Il est nommé en référence au personnage de la mythologie grecque Anticlos, acteur du conflit légendaire de la guerre de Troie.

## Compléments